# Liste de mosquées de Suisse
Cet article présente la liste des mosquées de Suisse. Elle ne prétend pas à l'exhaustivité.
Il est difficile de comptabiliser le nombre de lieux de culte musulmans en Suisse, les estimations vont de 90 mosquées à environ 300 mosquées. La plupart d'entre elles ne sont cependant pas des mosquées au sens architectural du terme, mais de simples centres culturels ou des salles de prière, sans minarets et le plus souvent sans financement de l'État. Seules quatre mosquées ont un minaret, et ce nombre n'augmentera pas, car en 2009 une initiative populaire a été acceptée par référendum pour en interdire la construction.

## Liste
| Nom                          | Image | Ville                      | Canton     | Inauguration     |
| ---------------------------- | ----- | -------------------------- | ---------- | ---------------- |
| Mosquée Arrahma de Bâle      |       | Bâle                       | Bâle-Ville |                  |
| Mosquée d'Ostermundigen      |       | Ostermundigen              | Berne      | 3 avril 2010     |
| Centre islamique de Genève   |       | Genève (Les Eaux-Vives)    | Genève     | 1961             |
| Mosquée de Genève            |       | Genève (Le Petit-Saconnex) | Genève     | 1er juin 1978    |
| Mosquée de Wangen bei Olten  |       | Wangen bei Olten           | Soleure    | 2009             |
| Mosquée de Lausanne          |       | Lausanne                   | Vaud       | 13 novembre 2008 |
| Mosquée Al Hikma de Lausanne |       | Lausanne                   | Vaud       | 2009             |
| Mosquée Mahmud               |       | Zurich                     | Zurich     | 22 juin 1963     |

### En Suisse romande
| Ville             | Lieu de culte                                                                   | Intérieur | Extérieur |
| ----------------- | ------------------------------------------------------------------------------- | --------- | --------- |
| Aigle             | Association socioculturelle des musulmans du Chablais                           |           |           |
| Bienne            | Mosquée Errahmen Arrissala                                                      |           |           |
| Bulle             | Centre Culturel Islamique Albanaise de la Gruyère                               |           |           |
| La Chaux-de-Fonds | Centre Culturel Islamique de la Chaux-de-Fonds                                  |           |           |
| Fribourg          | Association des Musulmans de Fribourg (AMF)                                     |           |           |
| Fribourg          | Association Islamique Union Musulmans des Turquie en Suisse                     |           |           |
| Genève            | Fondation Culturelle Islamique                                                  |           |           |
| Genève            | Centre Islamique de Genève                                                      |           |           |
| Châtelaine        | Association Culturelle des Bosniaques de Genève                                 |           |           |
| Vernier           | Centre Culturel islamic Albanais-Dituria                                        |           |           |
| Lausanne          | Mosquée de Lausanne                                                             |           |           |
| Lausanne          | Centre islamique Assalam de Lausanne                                            |           |           |
| Lausanne          | Centre d’intégration culturel et religieux albanais de Lausanne - CICRAL        |           |           |
| Lausanne          | Association des musulmans Bangladeshi de Suisse - AMBS                          |           |           |
| Crissier          | Centre culturel Omar Ibn Khatab de Crissier                                     |           |           |
| Écublens          | Centre islamique et culturel turc de Lausanne et environs (Eyup Sultan Mescidi) |           |           |
| Renens            | Association des turcs de Lausanne, Renens                                       |           |           |
| Renens            | Centre islamique albanais, Renens                                               |           |           |
| Montreux          | Centre socio-culturel des musulmans de la Riviera de Montreux – CSMR            |           |           |
| Morat             | Islamischs Kulturzentrum                                                        |           |           |
| Moudon            | Association et centre culturel turc de Moudon                                   |           |           |
| Neuchâtel         | Mosquée de Neuchâtel - Centre islamique de Neuchâtel                            |           |           |
| Neuchâtel         | Association Culturelle des Musulmans de Neuchâtel                               |           |           |
| Payerne           | Association culturelle des musulmans de Payerne – ACMP                          |           |           |
| Préverenges       | Centre Culturel des musulmans de Morges et Environs - CCMM                      |           |           |
| Sion              | Centre islamique El-Falah - Mosquée de Sion                                     |           |           |
| Vevey             | Fondation islamique du district de la Riviera et Pays d’Enhaut - FIDR           |           |           |
| Yverdon-les-Bains | Association islamique bosniaque d’Yverdon-les-Bains                             |           |           |

### Mosquées disparues
| Nom                    | Image | Ville       | Canton | Fermeture        |
| ---------------------- | ----- | ----------- | ------ | ---------------- |
| Mosquée de Winterthour |       | Winterthour | Zurich | 31 décembre 2016 |